# متحف الفنون الجميلة في بوسطن

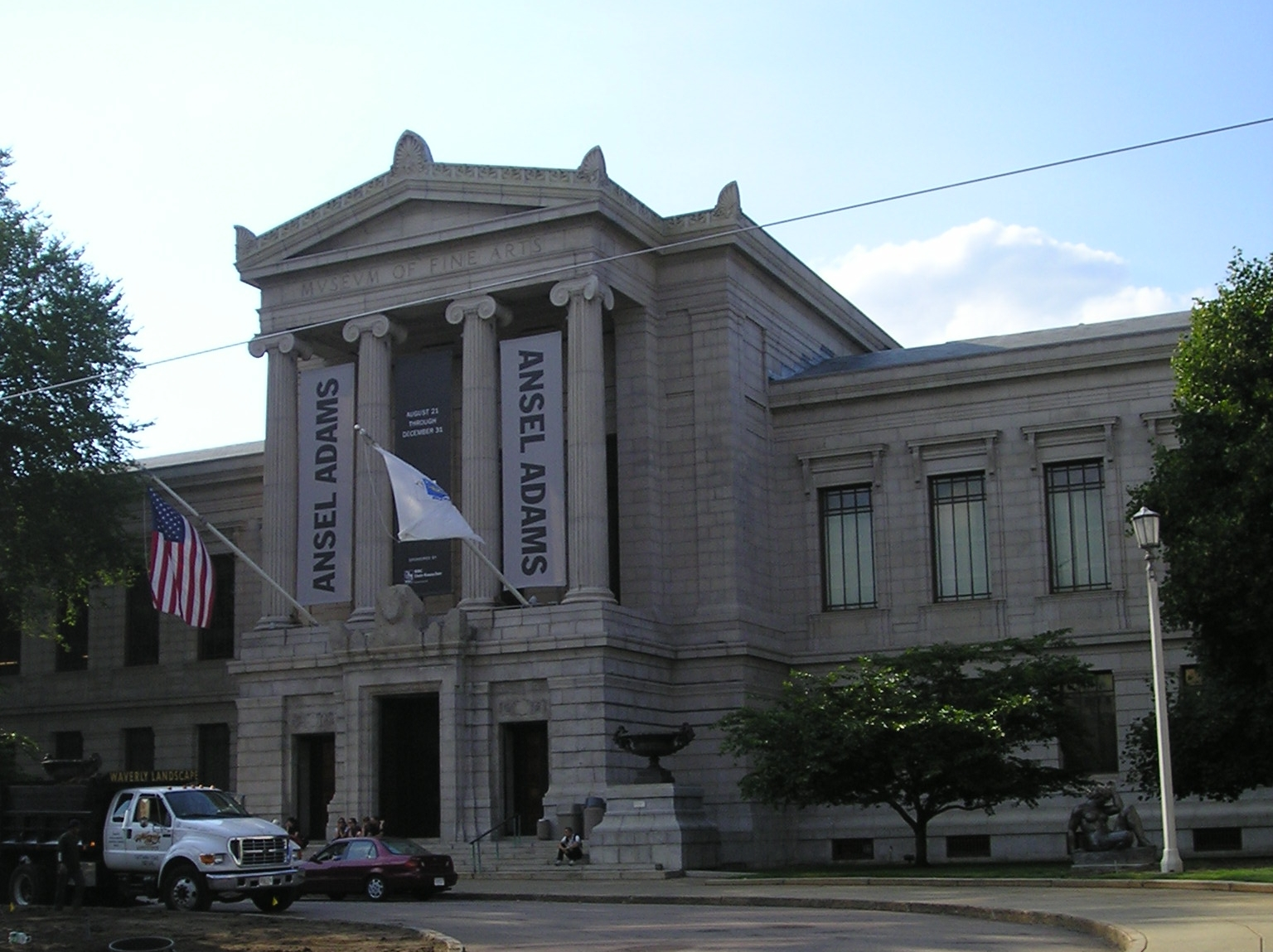
متحف الفنون الجميلة في بوسطن

متحف الفنون الجميلة في بوسطن بولاية ماساشوستس هو أحد أكبر المتاحف في الولايات المتحدة الأمريكية، ويستقبل المتحف أكثر من مليون زائر سنوياً. يضم المتحف أكثر من 450 ألف عمل فني. وقد أنشئ المتحف في عام 1870 وأخذ المتحف مقره الحالي في عام 1909. يتبع للمتحف كلية متحف الفنون الجميلة، فضلاً عن متحف شقيق في ناجويا في اليابان.

## انظر أيضًا

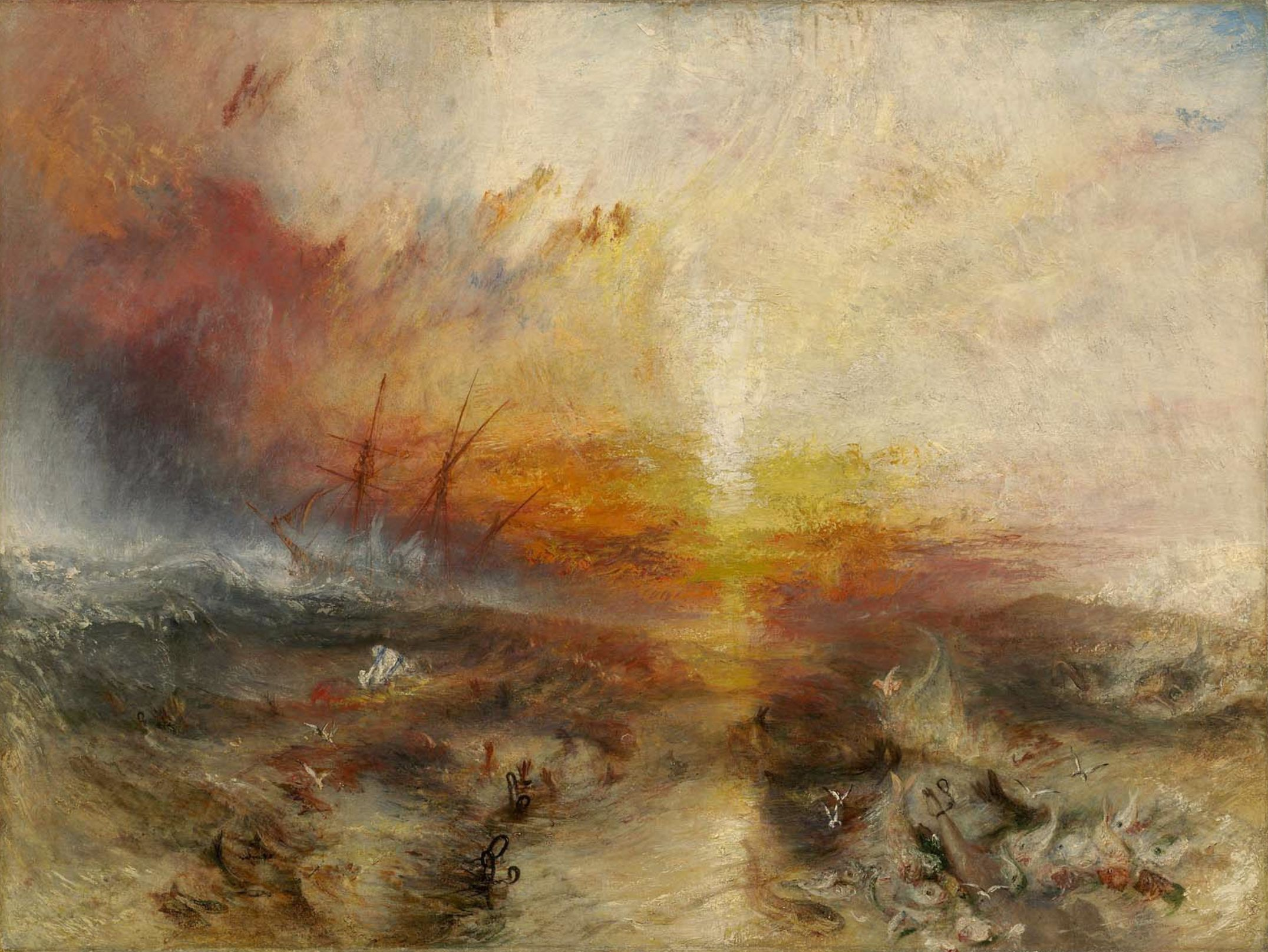
سَفينة العَبيد بريشة الفنان البريطاني جي إم دبليو تيرنر ، عُرضت لأول مرة في الأكاديمية الملكية للفنون في عام 1840. وهي معروضة الآن في متحف الفنون الجميلة في بوسطن. في هذا العمل الكلاسيكي الذي يمثال الرسم البحري الرومانسي ، يصور تيرنر سفينة مرئية من الخلف ، تبحر عبر بحر هائج من المياه المتدفقة وتترك ما يوحي بأنه أشكالًا بشرية متناثرة تطفو في أعقابها. ربما حُفز تيرنر لرسم هذا اللوحة بعد أن قرأ عن مجزرة سفينة الرقيق زونغ في كتابه «التاريخ وإلغاء تجارة الرقيق» من قبل توماس كلاركسون.

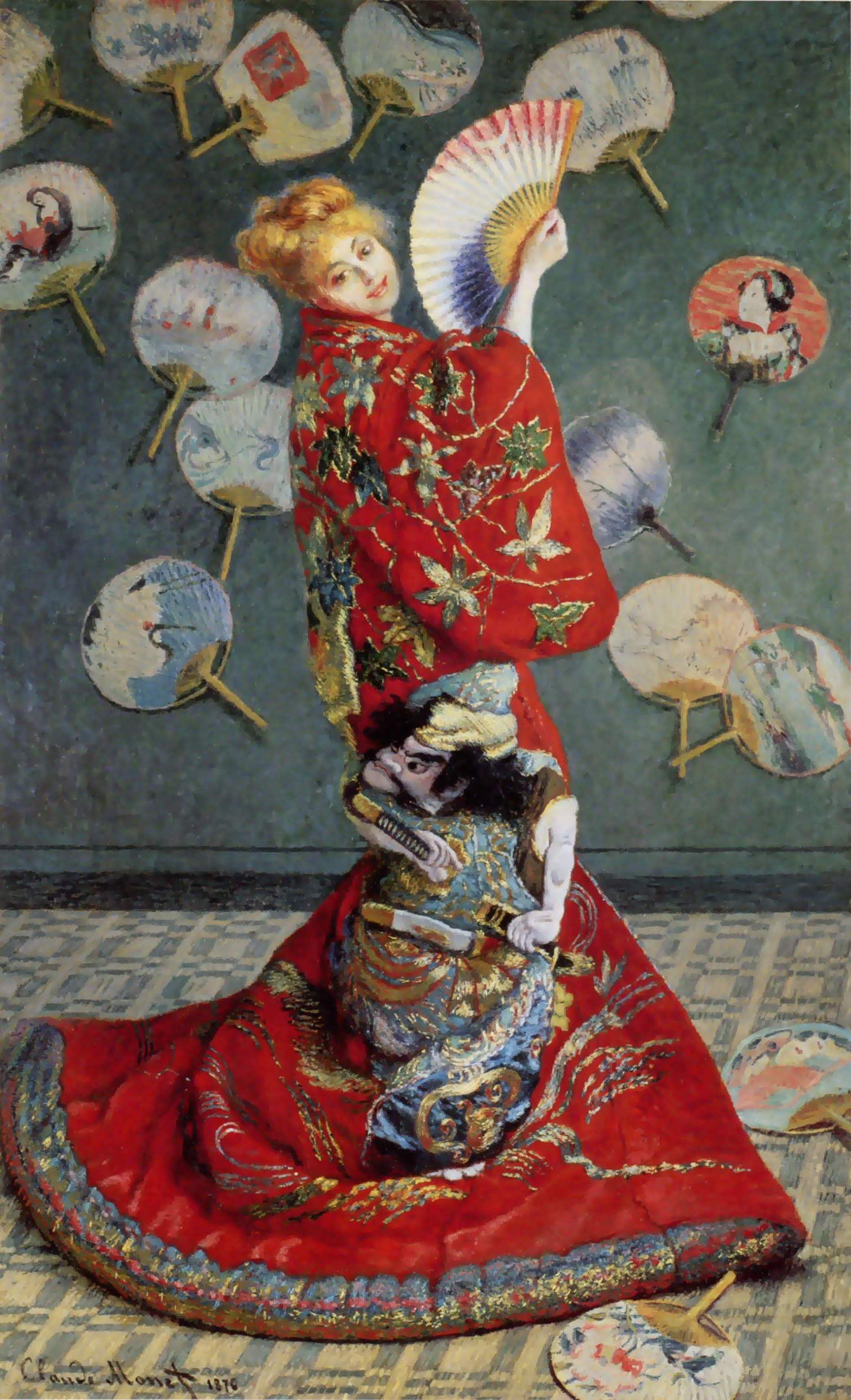
المدام مُونيه تَرْتَدِي الكَيْمُونو لوحة زيتية تعود لعام 1876 بريشة الرسام الانطباعي الفرنسي كلود مونيه. تصور أللوحة امرأة أوروبية ترتدي كيمونو أحمر تقف أمام جدار مزين بمراوح يابانية. متحف الفنون الجميلة في بوسطن.

## وصلات خارجية
- الموقع الرسمي لمتحف الفنون الجميلة في بوسطن